# 청주신율봉어린이도서관
청주신율봉어린이도서관은 대한민국 충청북도 청주시 흥덕구 복대동에 있는 시립 어린이 도서관이다.

## 연혁
- 2009년 4월 7일 개관.

## 이용 안내
이용 시간
- 유아·초등자료실: 매일 09:00~18:00

휴관일
- 매주 월요일
- 관공서의 공휴일에 관한 규정이 정하는 공휴일 - 대체공휴일 포함